# Дунхэ
Дунхэ́ (кит. упр. 东河, пиньинь Dōnghé) — район городского подчинения городского округа Баотоу автономного района Внутренняя Монголия (КНР). Название района происходит от протекающей по его территории реки Дунхэ. Исторический центр Баотоу.

## История
В 1809 году здесь был основан посёлок Баотоу (包头镇). Примерно в 1870 году он был обнесён стеной с пятью воротами. В 1923 году этих мест достигла Бэйпин-Суйюаньская железная дорога, что дало толчок к их развитию. В 1926 году был образован уезд Баотоу (包头县). В 1932 году был образован город Баотоу, городские и уездные управленческие структуры существовали параллельно.
В 1937 году началась японо-китайская война, и Баотоу был занят японскими войсками. В 1937 году он получил статус «особого города» (包头特别市), однако в 1938 году вновь стал обычным городом.
По окончании войны, когда здесь была восстановлена китайская администрация, были вновь созданы параллельные органы управления городом и уездом. В ходе гражданской войны в результате революции 19 сентября 1949 года Баотоу перешёл на сторону коммунистов. В 1950 году были образованы народное правительство города Баотоу и народное правительство уезда Баотоу. Город Баотоу был разделён на районы № 1, №2 и № 3 (Пригородный). В 1953 году структуры уезда были расформированы, а на территории, прилегающей к северо-восточной окраине Баотоу, был образован Мусульманский автономный район (回民自治区).
В 1956 году Район № 1, Район № 2 и Мусульманский автономный район были объединены в район Дунхэ.

## Административное деление
Район Дунхэ делится на 12 уличных комитетов и 2 посёлка.